# پاشلک فوئگویی
پاشلک فوئگویی (نام علمی: Gallinago stricklandi) نام یک گونه از تیره آبچلیک است.